# Zoonavena grandidieri
El vencejo malgache o rabitojo malgache (Zoonavena grandidieri), es una especie de ave apodiforme de la familia Apodidae.
Vive en las Comores, en Madagascar y en la isla de Mayotte. Su hábitat son los bosques húmedos y de galería y se alimenta de todo tipo de insectos voladores, normalmente volando en grupos de más de 15 individuos.